# IC 2103
IC 2103 је спирална галаксија у сазвјежђу Трпеза која се налази на листи објеката дубоког неба у Индекс каталогу.
Деклинација објекта је - 76° 50' 12" а ректасцензија 4h 39m 47,7s. Привидна величина (магнитуда) објекта IC 2103 износи 14,0 а фотографска магнитуда 14,7. Налази се на удаљености од 59,973 милиона парсека од Сунца. IC 2103 је још познат и под ознакама ESO 32-18, PGC 15758.